# Choroby cywilizacyjne

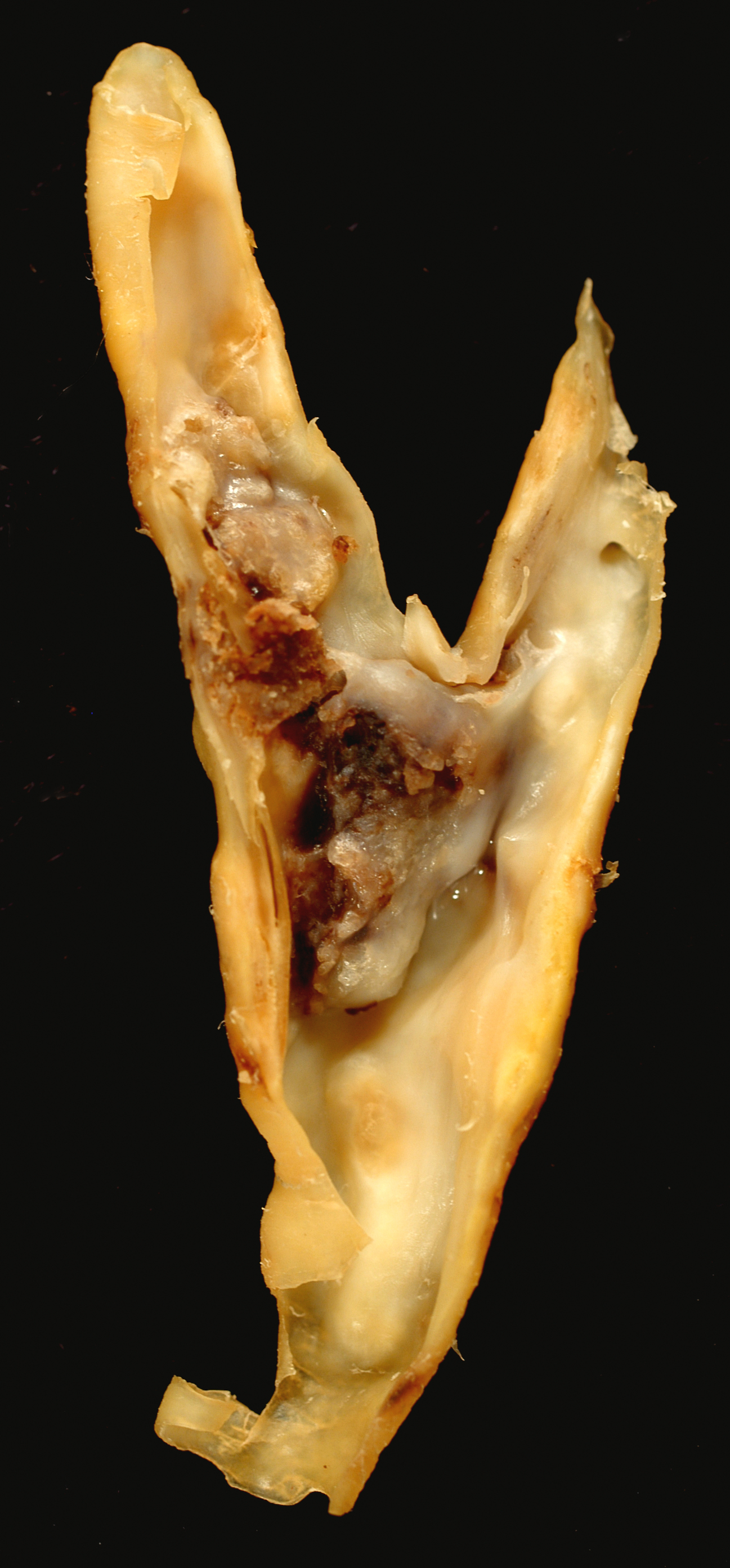
Zmiany miażdżycowe w tętnicy szyjnej. Złogi widoczne jako brunatna masa po lewej stronie.

Choroby cywilizacyjne, choroby stylu życia, choroby społeczne – globalnie szerzące się, niezakaźne, związane z tzw. rozwojem cywilizacyjnym, prowadzące do niepełnosprawności i odpowiadające za ponad 80% przedwczesnych zgonów. Choroby cywilizacyjne nie dotyczą tylko osób w okresie przekwitania (menopauza, andropauza), osób starszych, ale diagnozuje się je coraz częściej już u dzieci. 
Szacuje się, że jedynie 8–20% rodzin w Polsce spędza aktywnie wolny czas. 70% dzieci w Polsce wykazuje zbyt małą aktywnością fizyczną. W konsekwencji z danych epidemiologicznych wynika, że co drugi Polak umiera przedwcześnie z powodu chorób układu krążenia, a blisko 1/3 choruje na choroby dietozależne. 
Za indukcję chorób cywilizacyjnych w społeczeństwie w pierwszej kolejności odpowiedzialna jest niewystarczająca codzienna aktywność fizyczna: WHO określiła minimalną codzienną dawkę ruchu na 10 tys. kroków dla osoby pracującej fizycznie i 15 tys. dla pracującej umysłowo, minimalny ciągły czas aktywności fizycznej nie powinien być krótszy niż 60 - 90 min., nie mniej ważnym czynnikiem jest monotonna, źle zbilansowana dieta: bogata w energię, cukry, tłuszcze zwierzęce, sól, produkty wysoko przetworzone; uboga w warzywa (2/3 Polaków nie spożywa minimalnej zalecanej dobowej porcji warzyw) zawierające błonnik, witaminy i sole mineralne, następnie szeroko pojęte zanieczyszczenie środowiska (powietrza, wody, gleby). Wpływ obciążenia genetycznego populacji w rozwoju chorób cywilizacyjnych szacowany jest na 12%. Według innych źródeł 16 do 20%. 
1. Styl życia: 53 (53,0%)
2. Środowisko fizyczne: 21 (21,0%)
3. Czynniki genetyczne: 16 (16,0%)
4. Opieka zdrowotna: 10 (10,0%)

Pola zdrowia Lalonda rok 1973.
Nieracjonalny styl życia prowadzący do przedwczesnej śmierci w wyniku chorób krążenia nazywany jest, spiralą śmierci jego przeciwieństwem jest spirala życia.
Zwierzęta domowe z uwagi na analogiczne czynniki ryzyka chorują na choroby cywilizacyjne.

## Choroby cywilizacyjne
- choroby umysłowe: zaburzenia lękowe, depresja, otępienie[17], anoreksja, alkoholizm, narkomania.
- choroby układu krążenia: choroba niedokrwienna serca[18][19], zawał mięśnia sercowego, choroba nadciśnieniowa[20][21], udar mózgu, zwężenie tętnic, tętniaki, miażdżyca[22].
- niektóre choroby nowotworowe: rak sutka, rak macicy, rak gruczołu krokowego, rak trzustki, rak żołądka, rak jelita grubego.
- otyłość i nadwaga.
- cukrzyca insulinoniezależna[23], insulinooporność.
- niektóre choroby układu pokarmowego: stany zapalne pęcherzyka żółciowego, kamica żółciowa, niektóre choroby trzustki, przewlekłe zaparcia, uchyłkowatość jelit, choroba wrzodowa żołądka i dwunastnicy, choroba refluksowa przełyku, nieswoiste zapalne choroby jelit, kamica nerkowa.
- próchnica zębów.
- osteoporoza.
- nadwrażliwość pokarmowa, nietolerancja pokarmowa, alergia pokarmowa[24].

Choroby cywilizacyjne wiązane z obecnością dymu papierosowego, spalin, oparów, zanieczyszczeniem powietrza
- choroby układu oddechowego m.in. przewlekła obturacyjna choroba płuc, rak płuc, rak przełyku, nowotwory głowy i szyi, astma oskrzelowa.
- alergie